# Bombardement van Tienen

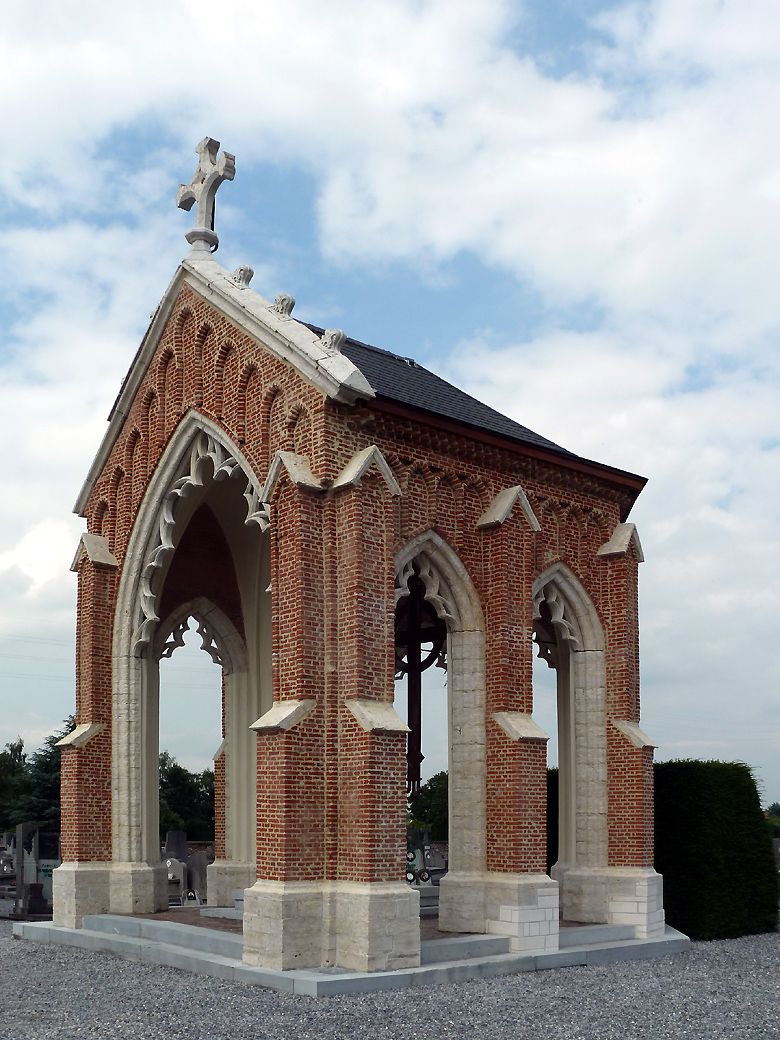
Praalgraf van deken Rochette op het Tiense kerkhof

Het bombardement van Tienen vond plaats op 25 mei 1944, toen de geallieerden Tienen bombardeerden, ook al was deze stad geen strategisch doelwit. Tijdens dit bombardement vielen enkel burgerslachtoffers, onder andere in het oude gasthuis dat volledig werd verwoest. Ook de meeste huisjes van het begijnhof werden vernield.
Onder de slachtoffers was deken Rochette, die stierf in de biechtstoel die hij tot op het laatste moment weigerde te verlaten omdat hij er angstige Tienenaars de biecht afnam en moed insprak. Op het kerkhof van Tienen herinnert een neogotische open kapel aan deken Rochette. Dit grafmonument is beschermd.